# Sapheopipo noguchii
Sapheopipo noguchii е вид птица от семейство Picidae, единствен представител на род Sapheopipo. Видът е критично застрашен от изчезване. Този кълвач е защитен в Япония със закон.

## Разпространение
Видът е ендемичен за японската префектура Окинава. Размножава се в субтропичните, вечнозелени широколистни гори, на възраст от поне 30 години, с високи дървета с диаметър над 20 см.
Основните им местообитания са застрашени от унищожаване. Настоящата популация се оценява на по-малко от 600 вида. Предполага се, че този вид намалява със скорост 10 – 19% в продължение на десет години, в резултат на продължаващото изсичане на старите гори.

## Описание
Това е средно голям кълвач достигащ до 31 см на дължина. Той е тъмнокафяв на цвят с пера с червени върхове. Главата е бледокафява, с тъмночервена корона при мъжките и чернокафява при женските индивиди.